# 최광유
최광유(崔匡裕, ? ~ ?)는 신라의 대학자이다. 
학문이 깊었으며 시도 잘 지었다. 당나라에 유학하여 학문에 대한 명성이 높았는데, 당에서는 최치원·박인범 등과 함께 '신라 10현'이라 불리었다. 고려 때 발간된 《십초시》 하권에 그의 시가 실려 있는데, 고려 때 간행되었다가 조선 문종 때 밀양 부사 이백상이 다시 발간한 것이라고 한다.
한국어 위키문헌에 이 글과 관련된 원문이 있습니다. 한시 〈어구〉(御溝)